# 周子昆
周子昆（1901年—1941年3月14日），原名周维宽，字仲和，男，广西桂林人，中国工农红军高级将领，新四军副参谋长。

## 生平
1901年生于桂林。1919年，在广西甲种工业学校毕业后，参加了五四运动，后到旧桂系刘震寰部当兵。1925年6月，刘震寰发动叛乱后，周子昆加入“建国陆海军大元帅府铁甲车队”。1925年10月，加入中国共产党。后铁甲车队并入叶挺独立团。1926年5月，周子昆随部参加攻占汀泗桥、贺胜桥、武昌等战役，先后擢升为连长、营长。
1927年参加了南昌起义，失败后随朱德、陈毅转战湘粤赣边。1928年上井冈山，以后历任红四军教导队副队长、红六军第2支队支队长、红三军参谋长、军长、红五军团参谋长、江西军区参谋长、福建军区总指挥，参与历次反围剿战役和赣州战役、南雄水口战役。1934年4月，任独立22师师长。
1934年10月，周子昆参加长征。遵义会议后，任红五军团副参谋长。红一、四方面军会师后，任红军大学高级指挥科科长、红军总部第一局局长，反对张国焘的南下主张。
1937年12月，任新四军副参谋长，协助叶挺、项英组建新四军。1938年8月兼任新四军教导总队总队长。1941年“皖南事变”后，3月14日在泾县茂林蜜蜂洞被刘厚总杀害。1955年6月，遗骸由中国人民解放军南京军区移葬于南京雨花台西南皖南事变三烈士墓。